# Modelo Tobit
El modelo Tobit es un modelo estadístico propuesto por James Tobin (1958) para describir la relación entre una variable dependiente no negativa {\displaystyle y_{i}} y una variable independiente (o vector ) {\displaystyle x_{i}}. El término Tobit fue derivado del nombre truncando de Tobin y añadiendo, por analogía, el it como en el modelo probit o en el modelo logit.
El modelo supone que existe una variable latente (no observable por ejemplo) {\displaystyle y_{i}^{*}}. Esta variable depende linealmente de {\displaystyle x_{i}} a través de un parámetro(vector) {\displaystyle \beta } que determina la relación entre la variable independiente (o vector) {\displaystyle x_{i}} y la variable latente {\displaystyle y_{i}^{*}} (Tal como en un modelo lineal). Además, hay un término de error {\displaystyle u_{i}} con una distribución normal para captar las influencias aleatorias en esta relación. La variable observable {\displaystyle y_{i}} se define como igual a la variable latente cuando la variable latente es superior a cero y cero en caso contrario.
{\displaystyle y_{i}={\begin{cases}y_{i}^{*}&{\textrm {si}}\;y_{i}^{*}>0\\0&{\textrm {si}}\;y_{i}^{*}\leq 0\end{cases}}}
donde {\displaystyle y_{i}^{*}} es una variable latente:
{\displaystyle y_{i}^{*}=\beta x_{i}+u_{i},u_{i}\sim N(0,\sigma ^{2})\,}

## La consistencia
Si el parámetro de relación {\displaystyle \beta } se estima mediante una regresión de lo observado {\displaystyle y_{i}} en {\displaystyle x_{i}}, el resultado obtenido usando el estimador de mínimos cuadrados ordinarios es inconsistente. Esto dará lugar a una estimación a la baja de polarización del coeficiente de la pendiente hacia arriba y una estimación sesgada de la intersección. Takeshi Amemiya (1973) ha demostrado que el estimador de máxima verosimilitud propuesto por Tobin para este modelo es consistente.

## Interpretación
La {\displaystyle \beta } del coeficiente no debe interpretarse como el efecto de los {\displaystyle x_{i}} en {\displaystyle y_{i}}, como uno haría con un modelo de regresión lineal , lo que es un error común. En su lugar, debe interpretarse como la combinación de (1) el cambio en {\displaystyle y_{i}} de aquellos por encima del límite, ponderados por la probabilidad de estar por encima del límite, y (2) el cambio en la probabilidad de estar por encima del límite, ponderado por el valor esperado de {\displaystyle y_{i}} si es superior.

## Variaciones del modelo Tobit
Las variaciones del modelo Tobit pueden ser producidas mediante el cambio de dónde y cuándo se produce la censura. Amemiya (1985) clasifica estas variaciones en cinco categorías (Tobit tipo I - Tobit tipo V), donde Tobit tipo I representa el primer modelo descrito anteriormente. Schnedler (2005) proporciona una fórmula general para obtener estimadores consistentes de probabilidad para estas y otras variaciones del modelo Tobit.

### Tipo I
El modelo Tobit es un caso especial de un modelo de regresión censurada , ya que la variable latente {\displaystyle y_{i}^{*}} no puede siempre ser observada mientras que la variable independiente {\displaystyle x_{i}} es observable. Una variante común del modelo Tobit está censurando a un valor {\displaystyle y_{L}} diferente de cero: 
{\displaystyle y_{i}={\begin{cases}y_{i}^{*}&{\textrm {si}}\;y_{i}^{*}>y_{L}\\y_{L}&{\textrm {si}}\;y_{i}^{*}\leq y_{L}.\end{cases}}}
Otro ejemplo es la censura de los valores anteriores {\displaystyle y_{U}}.
{\displaystyle y_{i}={\begin{cases}y_{i}^{*}&{\textrm {si}}\;y_{i}^{*}<y_{U}\\y_{U}&{\textrm {si}}\;y_{i}^{*}\geq y_{U}.\end{cases}}}
Sin embargo, otro modelo resulta cuando {\displaystyle y_{i}} se censura desde arriba y abajo al mismo tiempo.
{\displaystyle y_{i}={\begin{cases}y_{i}^{*}&{\textrm {si}}\;y_{L}<y_{i}^{*}<y_{U}\\y_{L}&{\textrm {si}}\;y_{i}^{*}\leq y_{L}\\y_{U}&{\textrm {si}}\;y_{i}^{*}\geq y_{U}.\end{cases}}}
El resto de los modelos se presenta como estando limitada desde abajo a 0, aunque esto se puede generalizar como lo hemos hecho en Tipo I. 

### Tipo II
Tipo II modelos Tobit introducir una variable latente segundo.
{\displaystyle y_{2i}={\begin{cases}y_{2i}^{*}&{\textrm {si}}\;y_{1i}^{*}>0\\0&{\textrm {si}}\;y_{1i}^{*}\leq 0.\end{cases}}}
Heckman (1987) cae en el tipo II Tobit. En el tipo Tobit I, la variable latente absorbe tanto el proceso de participación y los "resultados" de interés. En el Tipo Tobit II permite que el proceso de participación / selección y el proceso de "resultado" sean independientes, condicionado a x.

### Tipo III
Tipo III introduce una segunda variable dependiente observada 
{\displaystyle y_{1i}={\begin{cases}y_{1i}^{*}&{\textrm {si}}\;y_{1i}^{*}>0\\0&{\textrm {si}}\;y_{1i}^{*}\leq 0.\end{cases}}}
{\displaystyle y_{2i}={\begin{cases}y_{2i}^{*}&{\textrm {si}}\;y_{1i}^{*}>0\\0&{\textrm {si}}\;y_{1i}^{*}\leq 0.\end{cases}}}
El modelo Heckman cae en este tipo.

### Tipo IV
Tipo IV introduce tercera variable observada dependiente y una variable latente tercero. 
{\displaystyle y_{1i}={\begin{cases}y_{1i}^{*}&{\textrm {si}}\;y_{1i}^{*}>0\\0&{\textrm {si}}\;y_{1i}^{*}\leq 0.\end{cases}}}
{\displaystyle y_{2i}={\begin{cases}y_{2i}^{*}&{\textrm {si}}\;y_{1i}^{*}>0\\0&{\textrm {si}}\;y_{1i}^{*}\leq 0.\end{cases}}}
{\displaystyle y_{3i}={\begin{cases}y_{3i}^{*}&{\textrm {si}}\;y_{1i}^{*}>0\\0&{\textrm {si}}\;y_{1i}^{*}\leq 0.\end{cases}}}

### Tipo V
Semejante al II, Tipo V, solo observar el signo de {\displaystyle y_{1i}^{*}}.
{\displaystyle y_{2i}={\begin{cases}y_{2i}^{*}&{\textrm {si}}\;y_{1i}^{*}>0\\0&{\textrm {si}}\;y_{1i}^{*}\leq 0.\end{cases}}}
{\displaystyle y_{3i}={\begin{cases}y_{3i}^{*}&{\textrm {si}}\;y_{1i}^{*}>0\\0&{\textrm {si}}\;y_{1i}^{*}\leq 0.\end{cases}}}

## La función de verosimilitud
A continuación se presentan la Función de verosimilitud y las funciones de registro de probabilidad para un tipo que Tobit. Este es un Tobit censurado desde abajo en {\displaystyle y_{L}} cuando la variable latente {\displaystyle y_{j}^{*}\leq y_{L}}. Al escribir la función de verosimilitud, primero definimos una función indicadora {\displaystyle I(y_{j})} donde: 
{\displaystyle I(y_{j})={\begin{cases}0&{\textrm {si}}\;y_{j}=y_{L}\\1&{\textrm {si}}\;y_{j}\neq y_{L}.\end{cases}}}
A continuación, nos referimos {\displaystyle \Phi } a ser el normal estándar función de distribución acumulativa y {\displaystyle \phi } a ser el normal estándar función de densidad de probabilidad . Para un conjunto de datos con n observaciones de la función de verosimilitud para un tipo que Tobit es:
{\displaystyle {\mathcal {L}}(\beta ,\sigma )=\prod _{j=1}^{N}\left({\frac {1}{\sigma }}\phi \left({\frac {Y_{j}-X_{j}\beta }{\sigma }}\right)\right)^{I\left(y_{j}\right)}\left(1-\Phi \left({\frac {X_{j}\beta -y_{L}}{\sigma }}\right)\right)^{1-I\left(y_{j}\right)}}
y la probabilidad de registro está dada por
{\displaystyle \log {\mathcal {L}}(\beta ,\sigma )=\sum _{j=1}^{n}I(y_{j})\log \left({\frac {1}{\sigma }}\varphi \left({\frac {y_{j}-X_{j}\beta }{\sigma }}\right)\right)+(1-I(y_{j}))\log \left(1-\Phi \left({\frac {X_{j}\beta -y_{L}}{\sigma }}\right)\right)}
Tenga en cuenta que esto es diferente de la función de verosimilitud del modelo de regresión truncada.

## Versión no paramétrica
Si la variable subyacente latente  {\displaystyle y_{i}^{*}} no se distribuye normalmente, se deben usar cuantiles en lugar de momentos para analizar la variable observable  {\displaystyle y_{i}}. El estimador CLAD de Powell ofrece una forma posible de lograr esto.